# Braintree (Regno Unito)
Braintree è una città di 42 393 abitanti della contea dell'Essex, in Inghilterra.

## Sport
Il Braintree Town F.C. è la società calcistica cittadina militante in National League.

## Amministrazione

### Gemellaggi
- Pierrefitte-sur-Seine, Francia